# Ioscytus
Ioscytus is een geslacht van wantsen uit de familie van de Saldidae (Oeverwantsen). Het geslacht werd voor het eerst wetenschappelijk beschreven door Odo Reuter in 1912.

## Soorten
Het genus bevat de volgende soorten:

- Ioscytus beameri (Hodgden, 1949)
- Ioscytus chapmani McKinnon & J. Polhemus, 1986
- Ioscytus cobbeni J. Polhemus, 1964
- Ioscytus franciscana Drake, 1949
- Ioscytus nasti Drake & Hottes, 1955
- Ioscytus politus (Uhler, 1877)
- Ioscytus tepidaria Hodgden, 1949